# Ormond Stone

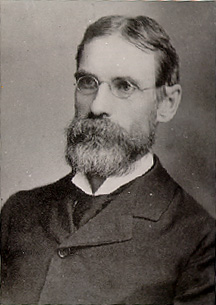
Ormond Stone

Ormond Stone (Pekin, 11 januari 1847 - Centreville, 17 januari 1933) was een Amerikaans astronoom en wiskundige. 
Stone was vanaf 1875 directeur van het Cincinnati Observatorium in Ohio. In 1882 werd hij directeur van het nieuwe Leander McCormick Observatory van de Universiteit van Virginia. In 1884 richtte hij met zijn eigen geld het tijdschrift Annals of Mathematics op, dat tot op heden een van de belangrijkste gespecialiseerde wiskundige vaktijdschriften is. 
Hij ontdekte 88 objecten uit de New General Catalogue en 7 uit de Indexcatalogus.
Zes dagen na zijn zesentachtigste verjaardag werd hij aangereden door een C&P Telephone Company-voertuig terwijl hij langs de weg liep bij zijn boererij in Centreville en overleed ter plekke. 